# Том Савини
Томас Винсент Савини (енгл. Thomas Vincent Savini; Питсбург, 3. новембар 1946) амерички је техничар за специјалне ефекте, простетички шминкер, глумац, каскадер и режисер. Најпознатији је по свом раду на хорор филмовима и сарадњи са Џорџом Ромером. Радио је и на култним серијалима као што су Петак тринаести и Тексашки масакр моторном тестером. За рад на Ромеровом филму Дан живих мртваца (1985) добио је Награду Сатурн за најбољу шминку.
Савинијев редитељски деби био је филм Ноћ живих мртваца (1990), који представља римејк истоименог филма Џорџа Ромера из 1968. Касније је режирао неколико телевизијских серија и шоу програма. Као глумац, најпознатији је по улогама у блокбастерима Квентина Тарантина и Роберта Родригеза, као што су: Од сумрака до свитања (1996), Грајндхаус (2007) и Ђангова освета (2012).

## Биографија
Савинијеви родитељи су италијанског порекла. Завршио је Централну католичку школу, након чега је уписао Колеџ лепих уметности на Универзитету Поинт Парк. Похађао га је 3 године, након чега је морао да прекине студирање због прикључивања Армији Сједињених Држава у Вијетнамском рату.
Савини је у Вијетнаму био ратни фотограф и како је касније рекао у интервјуу за Питсбург пост, имао је прилику да посведочи разним страхотама, што му је помогло у каснијем раду на специјалним ефектима у хорор филмовима. Након повратка из Вијетнама, завршио је Универзитет Карнеги Мелон.
Глумачки узор био му је Лон Чејни, по коме је и назвао свог сина. Филмску каријеру започео је уз Џорџа Ромера, као техничар за специјалне ефекте на његовим филмовима: Мартин, Зора живих мртваца, Дан живих мртваца и Шоу наказа. Касније је сарађивао и са другим прослављеним хорор редитељима, као што су Дарио Арђенто и Тоб Хупер.
Од 1996. и филма Од сумрака до свитања, Савини често сарађује са Квентином Тарантином и Робертом Родригезом.
Савини је од 1984. у браку са Ненси Хер. Имају две ћерке, Лију и Одри, и сина Лона. Тренутно пребивалиште му је у Монесену, Пенсилванија, где је отворио и школу за специјалне ефекте. Објавио је неколико књига, међу којима су најпознатије Велике илузије, у којима детаљно објашњава поступак стварања и продукцију својих најпознатијих специјалних ефеката.

## Филмографија

### Специјални ефекти
- Сан смрти (1974)
- Мартин (1977)
- Зора живих мртваца (1978)
- Петак тринаести (1980)
- Манијак (1980)
- Спаљивање (1981)
- Прикрада (1981)
- Витезови асфалта (1981)
- Шоу наказа (1982)
- Сам у мраку (1982)
- Петак тринаести 4: Последње поглавље (1984)
- Маријини љубавници (1984)
- Дан живих мртваца (1985)
- Тексашки масакр моторном тестером 2 (1986)
- Шоу наказа 2 (1987)
- Полудели мајмун (1988)
- Црвени шкорпион (1988)
- Два зла ока (1990)
- Смртоносна Зои (1993)
- Траума (1993)
- Некрономикон (1993)
- Тед Банди (2002)
- Смрт одозго (2012)

### Глумац
| Улоге Тома Савинија |                            |               |                     |                 |
| Година              | Српски назив               | Изворни назив | Улога               | Напомена        |
| 1977.               | Мартин                     |               | Артур               |                 |
| 1978.               | Зора живих мртваца         |               | „Секач”             |                 |
| 1980.               | Манијак                    |               | „Диско Бој”         |                 |
| 1982.               | Шоу наказа                 |               | ђубретар            |                 |
| 1987.               | Шоу наказа 2               |               | наказа              |                 |
| 1990.               | Два зла ока                |               | мономанијак         |                 |
| 1992.               | Невина крв                 |               | фотограф за новине  |                 |
| 1996.               | Од сумрака до свитања      |               | „секс машина”       |                 |
| 2000.               | Шина                       |               | Питер Ренолдс       | ТВ серија       |
| 2001.               | Деца живих мртваца         |               | заменик шерифа Хјуз |                 |
| 2001.               | Симпсонови                 |               | самог себе          | ТВ серија, глас |
| 2002.               | Тед Банди                  |               | детектив            |                 |
| 2003.               | Зомбигедон                 |               | Исус Христ          |                 |
| 2004.               | Зора живих мртваца         |               | шериф               |                 |
| 2005.               | Земља живих мртваца        |               | „Секач” (зомби)     |                 |
| 2007.               | Грајндхаус                 |               | заменик шерифа Толо |                 |
| 2008.               | Изгубљени дечаци 2: Племе  |               | Дејвид ван Етен     |                 |
| 2008.               | Зак и Мирни снимају порнић |               | Џенкинс             |                 |
| 2010.               | Мачета                     |               | Озирис Аманпур      |                 |
| 2012.               | Ђангова освета             |               | Чејни               |                 |
| 2013.               | Мачета убија               |               | Озирис Аманпур      |                 |
| 2016.               | Од сумрака до свитања      |               | Берт                | ТВ серија       |
| 2020.               | Брава и кључ               |               | Локсмит             | ТВ серија       |
| 2020.               | У потрази за тамом 2       |               | самог себе          | документарац    |